# Txeriómuixki (Khakàssia)
|  | No s'ha de confondre amb Txeriómuixkin. |

|  | Per a altres significats, vegeu «Txeriómuixki». |

Txeriómuixki (en rus: Черёмушки) és un poble (un possiólok) de la República de Khakàssia, a Rússia, que el 2018 tenia 8.113 habitants. Pertany al districte de Saianogorsk.